# Hits Out of Hell
Hits Out of Hell is een compilatiealbum waar zeven nummers van Jim Steinman op staan en een originele uitgave van de hitsingle "Modern Girl" van het album Bad Attitude, die ongeveer rond dezelfde tijd uitkwam. Deze single bereikte een eerste plaats in de Britse hitlijsten. Meat Loaf heeft het nooit prettig gevonden dat hij niets te zeggen had omtrent deze compilatie en al snel volgde er een aantal andere "Hits Out of Hell"'s.

## Lijst van nummers

### Originele uitgaven
1. "Bat Out of Hell" (Jim Steinman) - 9:48
2. "Read 'Em and Weep" (Jim Steinman) - 5:25
3. "Dead Ringer for Love" (Jim Steinman) - 4:21
4. "Two Out of Three Ain't Bad" (Jim Steinman) - 5:23
5. "Midnight at the Lost and Found" - 3:31
6. "Modern Girl" (Jacobs / Durkee) – 4:24
7. "I'm Gonna Love Her for Both of Us" (Jim Steinman) - 7:09
8. "You Took the Words Right Out of My Mouth (Hot Summer Night)" (Jim Steinman) – 5:04
9. "Razor's Edge" - 4:07
10. "Paradise by the Dashboard Light" (Jim Steinman) – 8:28

### Huidige uitgaven
1. "Bat Out of Hell" (Jim Steinman) - 9:48
2. "Read 'Em and Weep" (Jim Steinman) - 5:25
3. "Dead Ringer for Love" (Jim Steinman) - 4:21
4. "Two Out of Three Ain't Bad" (Jim Steinman) - 5:23
5. "Midnight at the Lost and Found" - 3:31
6. "All Revved Up With No Place to Go" (Jim Steinman) – 4:20
7. "I'm Gonna Love Her for Both of Us" (Jim Steinman) - 7:09
8. "You Took the Words Right Out of My Mouth (Hot Summer Night)" (Jim Steinman) – 5:04
9. "Razor's Edge" - 4:07
10. "Paradise by the Dashboard Light" (Jim Steinman) – 8:28

## Video uitgave
Hits Out of Hell bevat een collectie van Meat Loafs muziekvideo's van eind jaren 1970 en 1980, die tegelijkertijd met het album uitkwamen.

## Tracks
1. "Bat Out of Hell"
2. "Read 'Em and Weep"
3. "Two Out of Three Ain't Bad"
4. "Razor's Edge"
5. "More Than You Deserve" - 3:31
6. "I'm Gonna Love Her for Both of Us"
7. "If You Really Want To"
8. "You Took the Words Right Out of My Mouth (Hot Summer Night)"
9. "Paradise by the Dashboard Light"

### Ontbrekende video
In Engeland kwam een VHS-versie van Hits Out of Hell op de markt met daarop een muziekvideo van "Dead Ringer for Love", welke nooit op de Amerikaanse versie is verschenen. Maar het werd als een speciale editie uitgebracht met "Bat Out of Hell".